# 筲箕灣崇真學校
筲箕灣崇真學校（英語：Shaukiwan Tsung Tsin School）是香港一間全日制從8:10 到3:00政府津貼小學，位於東區筲箕灣巴色道2號，於1948年創校，隶属基督教香港崇真會。
学校小學一至六年級合共有24班。现任校長為關唐裕先生和有四個副校長。

## 校友
- 彭偉新，香港股評人
- 姚臻怡，香港中國婦女會中學文憑試狀元
- 陳繁昌，前香港科技大學校長

## 外部連結
- 官方网站